# Каракумский этрап
Каракумский этрап (туркм. Garagum etraby) — этрап в Марыйском велаяте Туркменистана.
Образован в апреле 1978 года как Каракумский район Марыйской области Туркменской ССР.
Каракумский этрап был воссоздан в 1991 году.  Он расположен в северо-восточной части Марыйского велаята, на территории пересечения реки Каракумы.  Специализированными отраслями сельского хозяйства района являются хлопководство, зерноводство и животноводство.  Район считается одним из крупнейших хозяйств провинции по производству хлопка и зерна.  В его состав входят 1 поселок, 8 советов и 19 деревень. Центр района – город Ягты-ёл.  Здесь расположены молочный завод, строительные и социальные учреждения.
В 1992 году Каракумский район вошёл в состав Марыйского велаята и был переименован в Каракумский этрап.